# Banchetto di Erode (Donatello Siena)

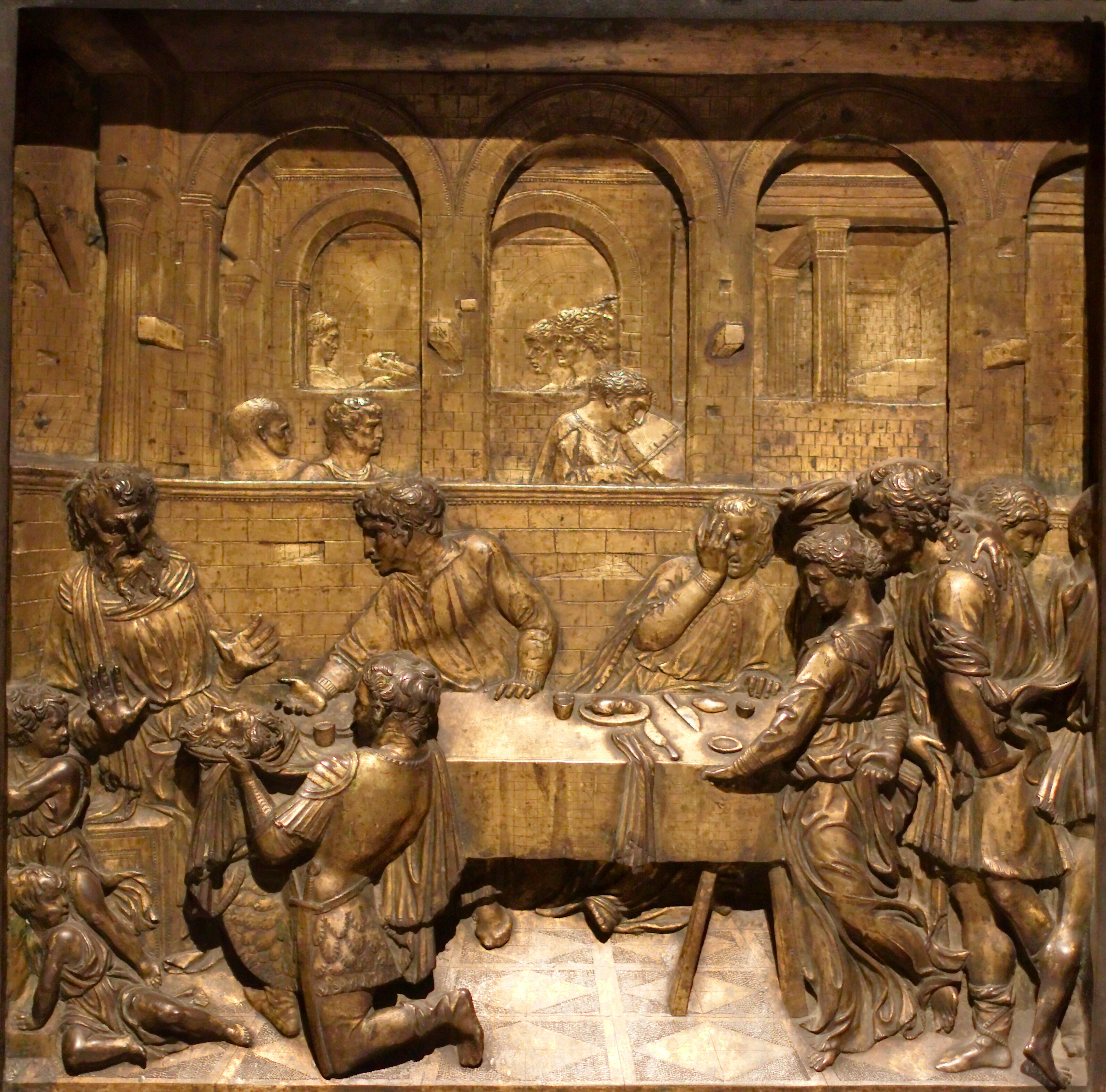
Donatello, Banchetto di Erode,1423-27. Rilievo in bronzo dorato, cm 60x60. Siena, pannello nel fonte battesimale del Battistero.

Il Banchetto di Erode è un rilievo in bronzo dorato realizzato da Donatello tra il 1423 e il 1427 per il fonte battesimale del Battistero di Siena, dove si trova tuttora. È di forma quadrata, con il lato di 60 cm. Il rilievo è costruito con la tecnica dello stiacciato, eccetto le figure del proscenio, fuse a bassorilievo in modo da creare un più forte stacco con lo sfondo.

## Storia
Il fonte battesimale del battistero del Duomo di Siena venne decorato da più artisti tra cui il vecchio Lorenzo Ghiberti, che diresse i lavori, Donatello Fornello, Jacopo della Quercia, Turino di Sano, tra il 1416 e il 1434. Donatello venne chiamato nell'impresa nel 1423, quando stava lavorando ai Profeti per il campanile di Giotto  e fu la sua prima importante commissione fuori Firenze. La commissione fu anche il segno tangibile di come la fame dello scultore avesse varcato i confini cittadini e fosse ormai legata alla lavorazione di più materiali, dal marmo al bronzo. Il rilievo venne terminato nel 1427. I committenti furono così soddisfatti dal risultato che gli commissionarono anche le statuette della Fede e della Speranza, compiute tra il 1427 e il 1429.
Lo stampo si trova da sempre nella sua collocazione originaria.

## Descrizione

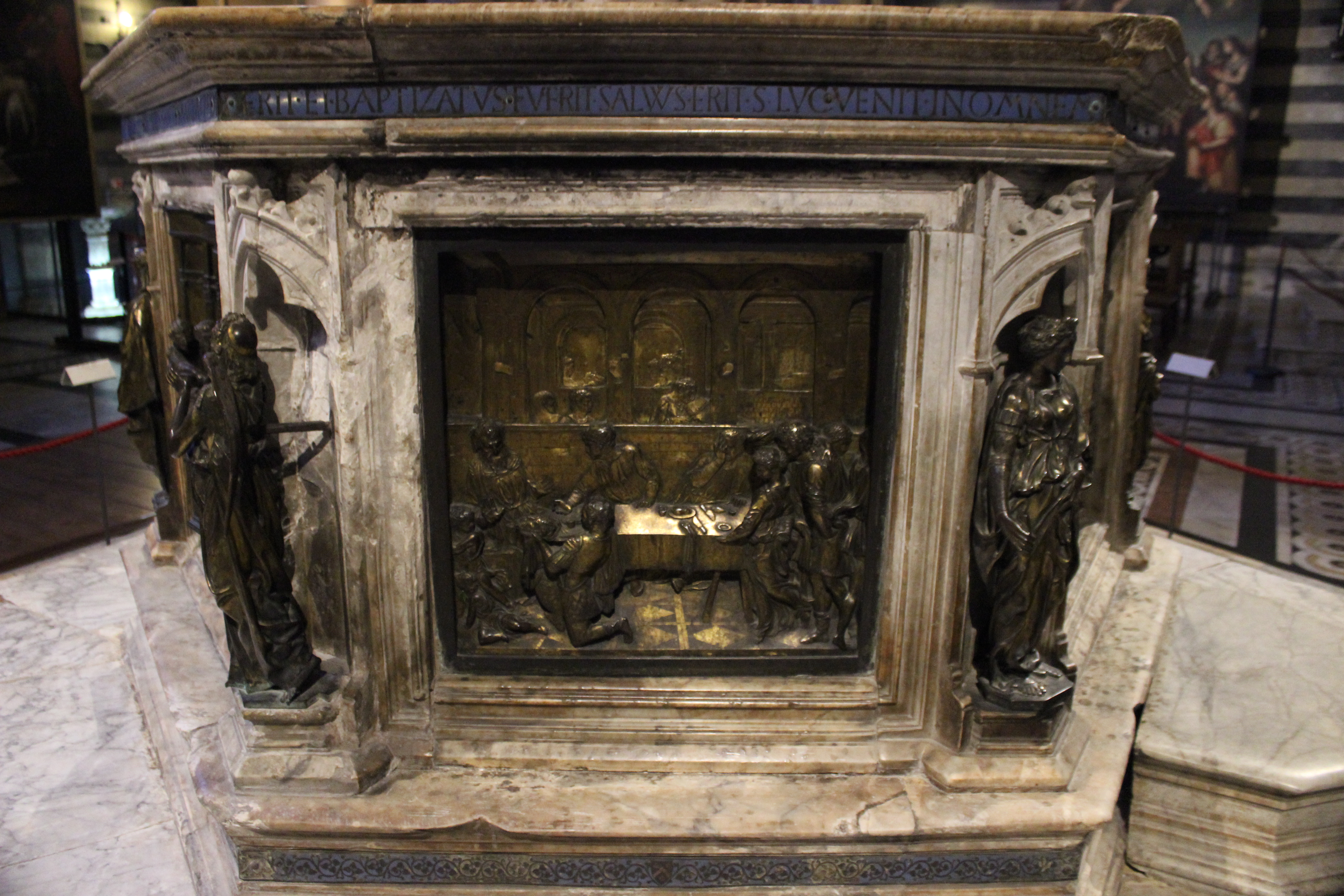
Fonte battesimale, Siena, Battistero.

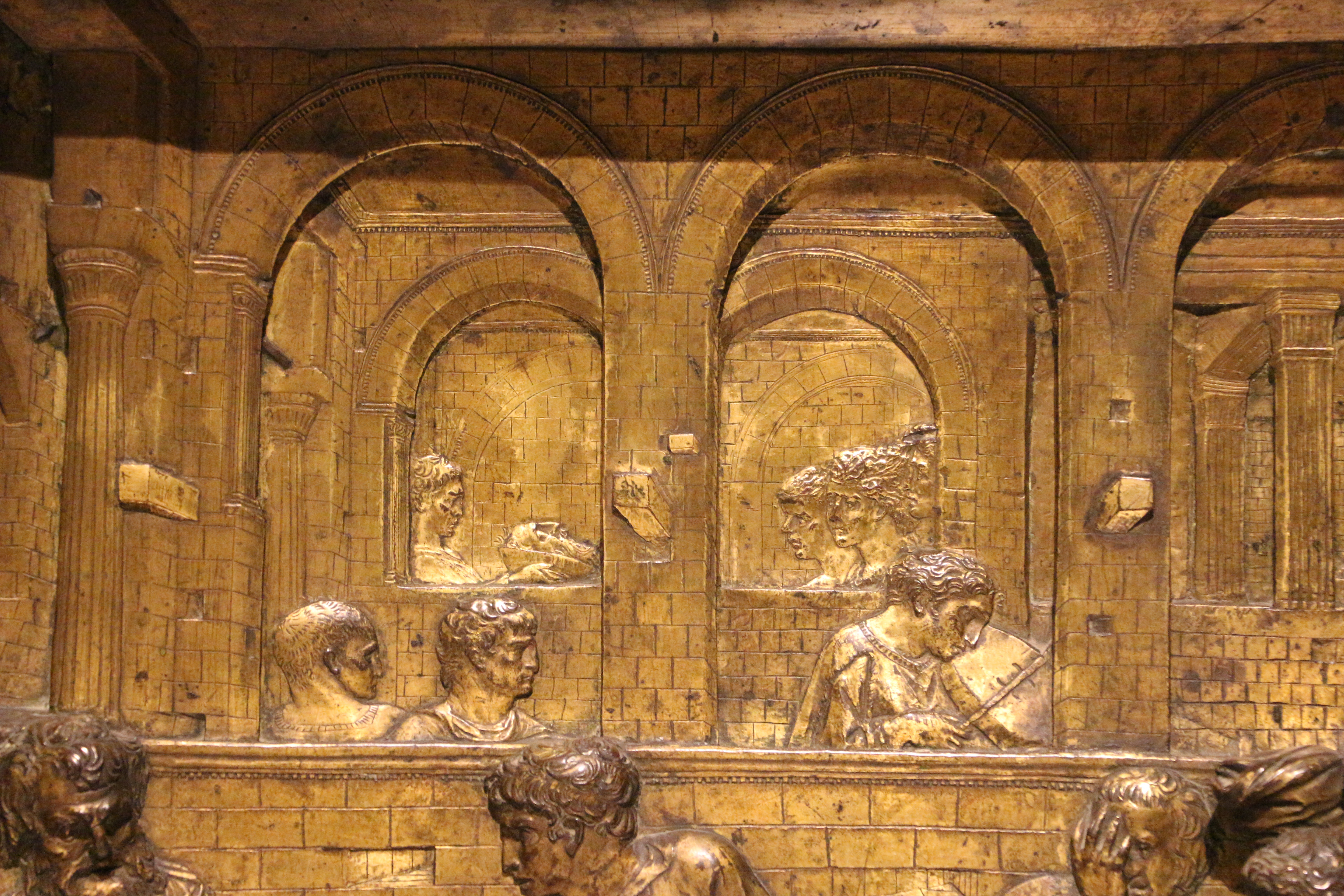
Donatello, Banchetto di Erode, particolare

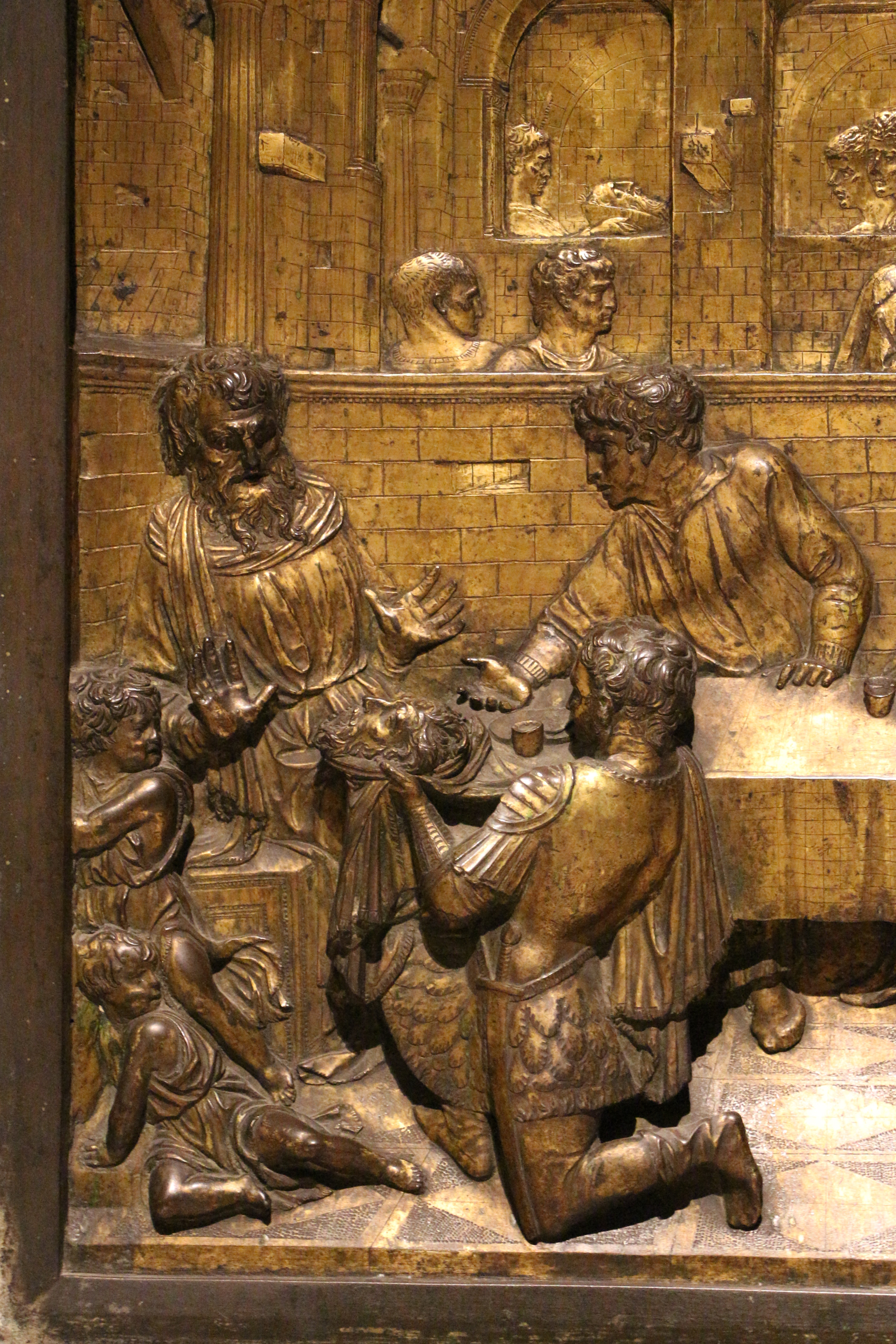
Donatello, Banchetto di Erode, particolare

Il bordo del rilievo è estremamente semplice e funge da passepartout, come se si trattasse di una finestra aperta. La rappresentazione è ordinata secondo la prospettiva lineare, con un punto di fuga al centro della rappresentazione. Ma a differenza del rilievo del San Giorgio che libera la principessa, in questo caso il centro è sgombro, con i personaggi che si dispongono attorno secondo linee diagonali, creando un effetto di vibrante dinamismo.
La formella mostra tre momenti del banchetto narrato dai Vangeli di Matteo e Marco. Secondo il testo biblico Erode Antipa, tetrarca della Giudea, conviveva con Erodiade, moglie del proprio fratellastro, suscitando scandalo. Rimproverato per questo adulterio da Giovanni Battista, lo fece rinchiudere in carcere su istigazione dell'amante. Più tardi durante il banchetto, venne conquistato dalla danza di Salomè, la giovane e bella figlia di Erodiade, e le promise in premio tutto ciò che avesse desiderato. Salomè allora, istigata dalla madre, chiese la testa del Battista. Erode, benché contrario perché sentiva la verità nelle parole di Giovanni, ordinò che fosse decapitato e che la sua testa gli fosse consegnata, cosa che avvenne durante il banchetto assieme alle sue commensali.
Il rilievo di Donatello è magistralmente organizzato su tre piani resi visibili grazie all'apertura di archi sulle pareti, che creano una serie di aperture consecutive "a cannocchiale". Nei pilastri che sostengono gli archi sono infissi dei pali, la cui funzione spaziale è di grande importanza, determinando le direttrici della costruzione spaziale. Con minuscole crepe Donatello costruì la griglia della mattonatura, di grande realismo illusionistico, con vertici di virtuosismo nelle due feritoie sulla parete principale. 
In quello centrale si vedono dei musici che alludono alla danza di Salomè appena conclusa; in quello posteriore si vede il servitore che mostra la testa del Battista a Salomè e a Erodiade, sullo sfondo di una scalinata che probabilmente allude al palazzo reale; in primo piano invece si svolge l'azione principale, con un soldato-servitore che mostra sopra un vassoio la testa di san Giovanni decapitato. Erode, all'estrema sinistra, si scansa inorridito da questa visione, come mostra eloquentemente il suo volto e il gesto di parare i palmi delle mani, come se riconoscesse improvvisamente il suo errore. Anche i suoi commensali sono sconvolti dalla visione (quello al centro sulla destra si copre gli occhi con la mano), mentre Erodiade si avvicina al marito e con un gesto del braccio cerca di convincerlo della necessarietà della punizione da lui inflitta a Giovanni, adombrando il sentimento del pentimento.
I tempi del racconto figurato sono dunque tre: il primo di essi è nello spazio intermedio (situato tra il primo piano e il piano di fondo) con i musici che hanno appena finito di suonare e di far ballare Salomè; il secondo è ciò che Donatello rappresenta in primo piano, con il servitore che mostra a Erode la testa del Battista e con le varie reazioni dei commensali (fra cui Erodiade); nel terzo e ultimo tempo (nello scomparto spaziale in fondo) il servitore mostra a Salomè e a Erodiade la testa del Battista su un vassoio. Questa narrazione donatelliana è perfettamente in linea con il passo del Vangelo di San Marco (6, 21-29).

## Stile
Donatello seppe coinvolgere con maestria l'osservatore nella scena rappresentata, adattando il rilievo al suo punto di vista rialzato (la formella è sulla base della fonte), come dimostra lo scorcio del tavolo. 
La formella è un basso rilievo.
Il pavimento a scacchi determina l'esatta collocazione di ciascun personaggio in primo piano. Donatello comprime le figure sul piano di fondo e via via che procede verso il primo piano, proporziona ad esse le altre giungendo fino all'alto rilievo del gruppo di destra e al tutto tondo della testa di colui che porta il vassoio. 
Lo spazio non è concluso, ma sembra anzi espandersi oltre il rilievo, come dimostrano gli archi o le figure tagliate a metà; anche lo sfondo sembra solo una parte di qualcosa di più ampio. Lo spazio rinascimentale, finito e misurabile, che qui comunque è presente grazie al pavimento regolare, lascia così campo a uno spazio indefinito, tipico della pittura fiamminga.